# Olympische Zomerspelen 1924
De Olympische Zomerspelen van de VIIIe Olympiade werden in 1924 gehouden in Parijs, Frankrijk. Andere steden die kandidaat waren voor het organiseren van de spelen in dit jaar waren Amsterdam, Barcelona, Los Angeles, Praag en Rome.

## Hoogtepunten
- De openingsceremonie en verscheidene sporttakken vonden plaats in het olympisch stadion van Colombes ('le Stade olympique Yves-du-Manoir'), dat in 1924 tot 45.000 toeschouwers kon herbergen.
- Duitsland bleef uitgesloten omwille van de Eerste Wereldoorlog. Daarentegen was er voor het eerst een grote aanwezigheid van Afrikaanse en Aziatische landen.
- Voor het eerst werd een soort olympisch dorp gebouwd. Dit waren echter niet meer dan enkele inderhaast opgetrokken schamele barakken.
- Het olympisch motto, "Citius, Altius, Fortius" (sneller, hoger, sterker) werd voor het eerst gebruikt. Verder werden voor het eerst tijdens de slotceremonie drie vlaggen gehesen, de olympische vlag, de vlag van het gastland en de vlag van het gastland van de volgende Spelen. Verder werd tijdens de ceremonies voor medaillewinnaars tijdens deze Spelen voor het eerst het volkslied van het winnende land gespeeld.
- Het feit dat het aantal deelnemende landen toenam van 29 tot 41 gaf aan, dat de Olympische Spelen steeds meer werden gezien als belangrijke, internationale gebeurtenis. Dit werd verder versterkt door de aanwezigheid van meer dan duizend journalisten.
- Voor het eerst maakte het schermen voor vrouwen onderdeel uit van de Spelen. De Deense Ellen Osiier won een gouden medaille zonder een wedstrijd te verliezen.
- Johnny Weissmuller won op één dag twee gouden medailles bij het zwemmen en een bronzen bij het waterpolo. In totaal won hij drie gouden medailles (100 m, 400 m en 4 x 100 m vrije slag) in het zwemmen. In de finale van de 100 m versloeg hij de grote kampioen van de Spelen van 1920, de Amerikaan Duke Kahanamoku en zijn jongere broer Samuel. Weissmuller werd later bekend als acteur in de Tarzan-films.
- De vliegende Finnen Paavo Nurmi en Ville Ritola domineerden het langeafstandslopen. Nurmi won eerst de 1500 meter (3.53,6) en ongeveer een uur later ook de 5000 meter (14.31,2). Nurmi zou later ook nog de individuele veldloopwedstrijd winnen. Ritola won de 10.000 meter met een nieuw wereldrecord (30.23,2) en de 3000 meter 3000 meter steeple, en werd tweede achter Nurmi op de 5000 meter en in het veldlopen. Samen met de rest van het Finse team wisten beide heren ook nog de 3000 meter en het veldlopen bij de teams te winen. Het Finse loopsucces werd gecomplementeerd met de overwinning van Albin Stenroos op de marathon. Verdere Finse successen waren er in het speerwerpen, waar Jonni Myyrä won, en de moderne vijfkamp, waar het goud ging naar Eero Lehtonen.
- De Britten Harold Abrahams and Eric Liddell wonnen medailles op de 100 en 400 meter. Hun verhaal vormde de basis voor de film Chariots of Fire.
- Voor het laatst tot de Spelen van 1988 maakt tennis deel uit van de Olympische Spelen.
- De winst in het olympisch voetbaltoernooi ging verrassend naar Uruguay, dat in de finale Zwitserland versloeg met 3-0.
- In het schermen behaalde de Fransman Roger Ducret vijf medailles. Drie daarvan waren goud: floretteams, floret-individueel en degenteams. Verder was er nog zilver in de degen-individueel en de sabel-individueel.
- De Semaine des Sports d'Hiver ("de wintersportweek") die tegelijk met de Spelen van 1924 werden georganiseerd in Chamonix-Mont-Blanc werden achteraf aangewezen door het IOC als de Ie Olympische Winterspelen.
- De Spelen inspireerden ook veel Franse kunstenaars. Franse schrijvers zoals Jean Giraudoux, Henry de Montherlant, Paul Claudel en Paul Valéry en musici zoals Maurice Ravel en Arthur Honegger zaten in de jury van de muziek- en literatuurwedstrijden, of namen deel met een werk.
- Bij het roeien ging de overwinning bij de achten naar de Amerikaanse ploeg. Een van die acht roeiers was Benjamin Spock, die later wereldbekend zou worden als kinderarts.
- Voor het laatst tot de Spelen van 2016 stond Rugby Union op het programma. De finale werd verrassend gewonnen door het Amerikaans rugbyteam, dat thuisland Frankrijk met 17-3 versloeg.

## Sporten
Tijdens deze Spelen werd er gesport in 19 disciplines binnen 17 sporten. Kanovaren was een demonstratiesport.

## Deelnemende landen

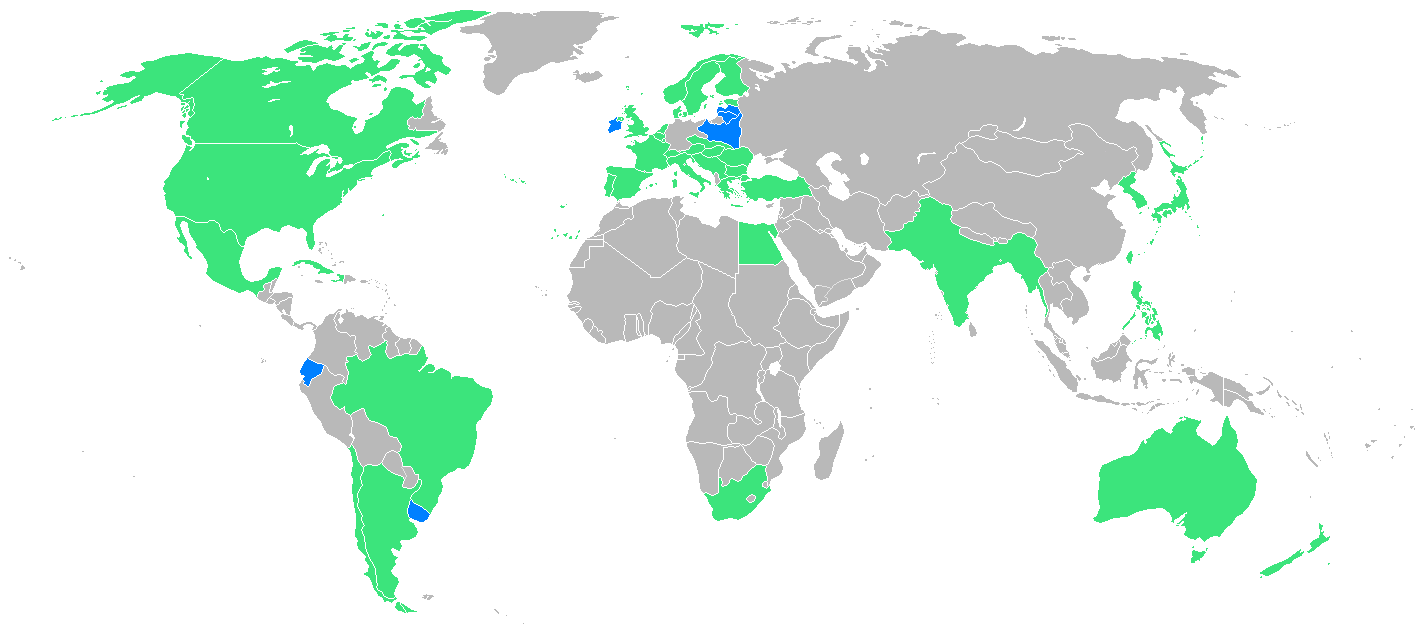

Er namen 44 landen deel aan de Spelen. Duitsland was opnieuw niet uitgenodigd. Debuterende landen waren Ecuador, de Filipijnen, Ierland, Litouwen en Uruguay. Letland en Polen debuteerden op de Zomerspelen nadat ze eerder dat jaar al deelnamen aan de Winterspelen van 1924 in Chamonix-Mont-Blanc.

### Belgische prestaties
De Belgische delegatie deed het vrij goed in Parijs met 13 medailles.
- De Belgische Rode Duivels, die in 1920 nog het olympisch voetbaltoernooi hadden gewonnen, waren in Parijs al vroeg uitgeschakeld. Ze hadden bij het begin van het toernooi (één maand voor de openingsplechtigheid) een verpletterende 8-1 nederlaag geleden tegen Zweden.
- Voor de eerste maal in de geschiedenis behaalde een Belgische bokser een gouden medaille. Jean Delarge versloeg in de finale van de welterklasse de Argentijn Héctor Méndez na een felbevochten strijd. Diezelfde avond won Joseph Beecken nog een bronzen medaille in de middengewichtklasse.
- Léon Huybrechts behaalde goud bij het zeilen.
- Het Belgische schermteam zorgde voor de meeste medailles: individueel goud voor Charles Delporte bij de degen en brons voor Maurice van Damme bij de floret, en twee zilveren medailles voor teams, een voor het degenteam en een voor het floretteam.

Medailles
| Medaille   | Winnaar                       | Onderdeel                            |
| ---------- | ----------------------------- | ------------------------------------ |
| Goud (3)   | Jean Delarge                  | boksen, weltergewicht                |
| Goud (3)   | Charles Delporte              | schermen, degen-individueel          |
| Goud (3)   | Léon Huybrechts               | zeilen, 12 voetsjol                  |
| Zilver (7) | Pierre Ollivier               | worstelen, middengewicht             |
| Zilver (7) | Mannen floretteam             | schermen                             |
| Zilver (7) | Mannen degenteam              | schermen                             |
| Zilver (7) | Mannen wegwedstrijd-team      | wielrennen                           |
| Zilver (7) | Henri Hoevenaers              | wielrennen, wegwedstrijd-individueel |
| Zilver (7) | Joseph de Combe               | zwemmen, 200m schoolslag             |
| Zilver (7) | Waterpoloteam                 | waterpolo                            |
| Brons (3)  | Joseph Beecken                | boksen, middengewicht                |
| Brons (3)  | Maurice van Damme             | schermen, floret-individueel         |
| Brons (3)  | Mannenteam ploegachtervolging | wielrennen                           |

### Nederlandse prestaties
Nederland behaalde in totaal 10 medailles in Parijs.
- Nederland presteerde goed bij het paardensportonderdeel de military. Dolf van der Voort van Zijp wist goud te winnen en ook het teamonderdeel werd door Nederland gewonnen.
- Ook bij het wielrennen waren er een aantal medailles weggelegd voor Nederland, o.a. een gouden voor Ko Willems.
- Een zekere gouden medaille ging aan Nederland voorbij bij het zwemmen. Bij de dames schoolslag lag de 16-jarige Marie Baron vele secondes voor op haar tegenstandsters. Zij werd echter gediskwalificeerd, omdat ze bij een wisselpunt slechts met 1 hand de rand had aangetikt.
- Het Nederlandse voetbalteam leek als enige opgewassen tegen het verrassend sterke Uruguay. Vlak voor tijd stond het 1-1, een omstreden strafschop schonk Uruguay alsnog de overwinning.

Medailles
| Medaille   | Winnaar                      | Onderdeel                    |
| ---------- | ---------------------------- | ---------------------------- |
| Goud (4)   | Rösingh/Beijnen              | roeien, twee zonder stuurman |
| Goud (4)   | Ko Willems                   | wielrennen                   |
| Goud (4)   | Dolf van der Voort van Zijp  | paardensport, military       |
| Goud (4)   | Military-team                | paardensport                 |
| Zilver (1) | Jaap Meijer                  | wielrennen, sprint           |
| Brons (5)  | Estafetteploeg mannen        | atletiek, 4x100              |
| Brons (5)  | Sabel-équipe                 | schermen                     |
| Brons (5)  | Kea Bouman en Henk Timmer    | tennis, gemengd dubbel       |
| Brons (5)  | Bosch van Drakestein/Peeters | wielrennen, tandem           |
| Brons (5)  | 6 meterklasse                | zeilen                       |

## Medaillespiegel
Er werden 378 medailles uitgereikt. Het IOC stelt officieel geen medailleklassement op, maar geeft desondanks een medailletabel ter informatie. In het klassement wordt eerst gekeken naar het aantal gouden medailles, vervolgens de zilveren medailles en tot slot de bronzen medailles.
In de volgende tabel staat de top 10. Het gastland heeft een blauwe achtergrond en het grootste aantal medailles in elke categorie is vetgedrukt.
Zie de medaillespiegel van de Olympische Zomerspelen 1924 voor de volledige weergave.
| Plaats | Land             | NOC | Goud | Zilver | Brons | Totaal |
| ------ | ---------------- | --- | ---- | ------ | ----- | ------ |
| 1      | Verenigde Staten | USA | 45   | 27     | 27    | 99     |
| 2      | Finland          | FIN | 14   | 13     | 10    | 37     |
| 3      | Frankrijk        | FRA | 13   | 15     | 10    | 38     |
| 4      | Groot-Brittannië | GBR | 9    | 13     | 12    | 34     |
| 5      | Italië           | ITA | 8    | 3      | 5     | 16     |
| 6      | Zwitserland      | SUI | 7    | 8      | 10    | 25     |
| 7      | Noorwegen        | NOR | 5    | 2      | 3     | 10     |
| 8      | Zweden           | SWE | 4    | 13     | 12    | 29     |
| 9      | Nederland        | NED | 4    | 1      | 5     | 10     |
| 10     | België           | BEL | 3    | 7      | 3     | 13     |

Atletiek · Boksen · Gewichtheffen · Kanovaren (demonstratie) · Kunstwedstrijden · Moderne vijfkamp · Paardensport · Polo · Pelota (demonstratie) · Kunstwedstrijden · Roeien · Rugby · Schermen · Schietsport · Schoonspringen · Tennis · Turnen · Voetbal · Waterpolo · Wielersport · Worstelen · Zeilen · Zwemmen
Argentinië · Australië · België · Brazilië · Brits-Indië · Bulgarije · Canada · Chili · Cuba · Denemarken · Ecuador · Egypte · Estland · Filipijnen · Finland · Frankrijk · Griekenland · Groot-Brittannië · Haïti · Hongarije · Ierland · Italië · Japan · Joegoslavië · Letland · Litouwen · Luxemburg · Mexico · Monaco · Nederland · Nieuw-Zeeland · Noorwegen · Oostenrijk · Polen · Portugal · Roemenië · Spanje · Tsjecho-Slowakije · Turkije · Uruguay · Verenigde Staten · Zuid-Afrika · Zweden · Zwitserland
Olympische Zomerspelen
Olympische Winterspelen
Gerelateerd
Olympische Jeugdspelen · Paralympische Spelen · Deaflympische Spelen · Special Olympic World Games
IOC · COA · BOIC · NOC*NSF · NAOC · SOC
- Gemeinsame Normdatei: 5172996-9
- Library of Congress Control Number: n95119723
- Nationale Bibliotheek van Tsjechië: xx0108282
- Virtual International Authority File: 132190208